# Канал Іртиш-Карамай-Урумчі
47°14′01″ пн. ш. 88°28′42″ сх. д. / 47.233611111111° пн. ш. 88.478333333333° сх. д.
Канал Іртиш-Карамай-Урумчі (спрощ.: 引额济克(乌)工程; піньїнь: Yǐn-É-jì-Kè (Wū) gōngchéng), також відомий як Проєкт 635 (спрощ.: 635工程; піньїнь: 635 gōngchéng; літ.: 'Project 635') — один з провідних іригаційних каналів в північній частині Синьцзян-Уйгурського автономного округу, Китай. Каналом транспортується вода з річки Чорний Іртиш (сточище Північного Льодовитого океану) у кілька сухих закритих басейнів у північно-центральному Синьцзяні, де вода використовується для зрошення та загального користування населення і промисловості. Згідно з проєктом, канал має допомогти зі зрошенням 140 000 га землі і забирати до 4 млн м³ води з Чорного Іртишу Одним з провідних споживачів води каналу є нафтова промисловість навколо міста Карамай.

## Історія
У середині 20-го століття в СРСР активно обговорювалася ідея перенаправлення певної кількості води Іртиша для іригації Центральної Азії. Але основна частина радянського проєкту повороту північних річок не була реалізована, і лише в Центральному Казахстані побудовано досить незначний канал Іртиш — Караганда. Проте Чорний Іртиш прямує тереном Китаю, і китайський уряд ініціював, у 1990-х роках, масштабний проєкт використання води цієї річки в китайській частині Центральної Азії, тобто Сіньцзяні. Проєкт схвалили всі відповідні органи до 2000 року і незабаром після цього почалися будівельні роботи. Вода досягла міста Карамай у 2008 році.

## Опис

### Головний Магістральний канал
Головний Магістральний канал (总干渠) (як складова частина каналу Іртиш-Карамай-Урумчі) має 134 км завдовжки і починається з греблі на Чорному Іртишу, у точці 47°14′01″ пн. ш. 88°28′42″ сх. д. / 47.233615° пн. ш. 88.478394° сх. д., у повіті Фухай Алтайської префектури. Головний Магістральний канал прямує головним чином у південному і південно-західному напрямку, до річки Булган-Гол.
Магістральний канал перетинає річку Булган-Гол акведуком у точці на 46°36′00″ пн. ш. 87°57′00″ сх. д. / 46.60000° пн. ш. 87.95000° сх. д.. У точці 46°31′04″ пн. ш. 87°56′15″ сх. д. / 46.51778° пн. ш. 87.93750° сх. д. Головний Магістральний канал розгалужується на: Західний Магістральний канал (西干渠), що прямує до Карамаю, і Східний Магістральний канал (东干渠), що прямує до Урумчі.

### Західний Магістральний канал
Від точки біфуркації Західний Магістральний канал прямує у південно-західному напрямку, огинаючи гори, що обмежують північно-західні околиці Джунгарського басейну. Західний Магістральний канал перетинає річку Байян акведуком у точці 46°7′45″ пн. ш. 85°25′35″ сх. д. / 46.12917° пн. ш. 85.42639° сх. д., вгору за течією від району Орку (Карамай). Також побудовано водосховище для часткового водоскиду води з каналу в річку Байян, (46°7′45″ пн. ш. 85°25′40″ сх. д. / 46.12917° пн. ш. 85.42778° сх. д.), тим самим покращуючи ситуацію водопостачання в районі Орку, і підтримуючи стабільний рівень води в озері Айлик.
Канал закінчується у водосховище Айкула (кит.: 阿依库勒水库, 45°34′20″ пн. ш. 84°51′20″ сх. д. / 45.57222° пн. ш. 84.85556° сх. д.), на південь від центру міста Карамай.
На каналі також побудовані водосховища:
- Фенчен (Fengcheng) на північ від Орку (46°13′00″ пн. ш. 85°39′00″ сх. д. / 46.21667° пн. ш. 85.65000° сх. д.);
- У районі Байцзяньтань (45°43′00″ пн. ш. 85°07′22″ сх. д. / 45.71667° пн. ш. 85.12278° сх. д.);
- Саньпін (Sanping, кит.: 三平水库) у Карамай (45°40′00″ пн. ш. 84°58′00″ сх. д. / 45.66667° пн. ш. 84.96667° сх. д.)

### Східний Магістральний канал
Від точки біфуркації Східний Магістральний канал, завдовжки 420 км, майже відразу переходить у тунель Діншань (Dingshan Tunnel, спрощ.: 顶山隧洞) завдовжки 7,415 m (портали у точках 46°30′55″ пн. ш. 87°56′14″ сх. д. / 46.51528° пн. ш. 87.93722° сх. д. й
46°22′53″ пн. ш. 87°56′37″ сх. д. / 46.38139° пн. ш. 87.94361° сх. д.). Після виходу на земну поверхню канал прямує у південному напрямку через майже безлюдну пустелю Дзосотин-Елісун і досягає передгір'їв Тянь-Шаню у точці 44°32′18″ пн. ш. 88°17′09″ сх. д. / 44.53833° пн. ш. 88.28583° сх. д. біля міського повіту Фукан.
На каналі побудовані невеликі водосховища у точках
- 44°16′25″ пн. ш. 88°7′40″ сх. д. / 44.27361° пн. ш. 88.12778° сх. д.)
- «Водосховище 500» («500»水库;44°12′00″ пн. ш. 87°49′00″ сх. д. / 44.20000° пн. ш. 87.81667° сх. д.)
- 44°4′40″ пн. ш. 87°36′30″ сх. д. / 44.07778° пн. ш. 87.60833° сх. д.

## Критика
Проєкт 635 зазнав нищівної критики з Росії і Казахстану, чиїм тереном у пониззі прямує Іртиш. Скорочення стоку на 4 млн м³ може залишити без потрібної води весь Іртишський каскад ГЕС, канал Іртиш — Караганда та мільйонний Омськ.